# Haunting Ground
Haunting Ground (デメント, Demento) é um jogo eletrônico do gênero survival horror desenvolvido e distribuído pela Capcom e lançado para PlayStation 2 em 21 de abril de 2005. A personagem principal é Fiona Belli, uma jovem que acorda em um calabouço, desorientada e encontra em seu caminho, inimigos que a perseguem causando pânico, onde o objetivo é correr, esconder-se e criar ítens e armadilhas para defender-se, enquanto resolve-se diversos puzzles e desvendam-se os mistérios, com suporte do co-protagonista canino, Hewie. Embora tecnicamente não seja um jogo oficial da Torre do Relógio, ele ainda está conectado à série Torre do Relógio como um "sucessor espiritual spin-off", uma vez que foi feito com muitos dos membros da equipe que trabalharam em Clock Tower 3 .
De acordo com o agregador de críticas Metacritic, Haunting Ground recebeu críticas mistas.

## Enredo
Fiona Belli acorda numa jaula dentro do Castelo Belli, uma enorme arquitetura construída por seu "avô", que ela sequer sabe de sua existência. Fiona se recorda de um acidente de carro envolvendo um encapuzado homem estranho. Neste castelo ela recebe roupas limpas da misteriosa empregada Daniella que parece não possuir sentimento ou emoção alguma. Em meio a exploração deste enorme castelo, Fiona se depara com Debilitas, um doente mental extremamente forte que a confunde com uma de suas bonecas. Fiona foge e acaba encontrando Hewie, um cão preso a uma armadilha. Hewie torna-se companheiro da jovem, ajudando-a durante a desventura no castelo Belli. Após intensas explorações e perseguições por Debilitas, Fiona recebe diversos telefonemas e uma carta de Lorenzo, um homem desconhecido, mas parece querer ajuda-la, alertando-o sobre um homem perigoso chamado Riccardo que vive no castelo. Fiona acaba tendo que enfrentar Debilitas que se encontra num estranho estado de transe. Após o feroz combate, Fiona adquire uma chave que pode levá-la, talvez, para fora do castelo.
Fiona é chamada por Daniella para jantar e amedrontada a jovem decide ir. Durante a refeição, acontece uma conversa esquisita onde Daniella diz que seu criador quer produzir a "mulher perfeita", sem dor ou emoções. Fiona passa mal com o jantar e então, decide ir para seu quarto descansar; paralelamente Daniella experimenta uma colher de sopa e diz: "Estou incompleta". Em meio a seu sono, Daniella desenvolve algum interesse sexual em seu corpo e quando Fiona acorda, ela diz novamente que está incompleta. A empregada começa a ter algum tipo de surto ao ser seu reflexo na janela, onde bate sua cabeça várias vezes. Armada com um enorme caco de vidro, ela passa a perseguir Fiona que agora possui o objetivo que ir até a área selada do castelo e usar a chave que adquiriu no combate com Debilitas. Engolida em um novo cenário, Fiona deve resolver enigmas e se esconder de Daniella que a persegue, e também descobre que a empregada não pode ver seu próprio reflexo. A jovem descobre que está sendo filmada, e na filmagem mostra Daniella e Riccardo trancando a possível "saída" da mansão. Por fim, Fiona, junto com Hewie, chega a um salão onde é encurralada por Daniella, sendo que uma coisa é certa: somente uma das duas sairá com vida dali.
O segundo perseguidor é morto, mas a mansão ainda não foi concretizada. Fiona se depara finalmente com o infame Riccardo, que começa a persegui-la com um revolver. Após resolver um intenso enigma com a ajuda de Hewie, a jovem consegue sair pela porta da frente do castelo. Hewie, que a segue durante toda a desventura, ouve um barulho estranho no bosque e se separa de Fiona, que agora deve atravessar o bosque sozinha enquanto tem Riccardo em seu encalço. A moça encontra Hewie baleado no meio do caminho. Ela engole suas magoas e continua o trajeto ainda sozinha, até terminar no alto de um penhasco, encurralada agora por Riccardo. Riccardo então mostra seu rosto que é idêntico ao de Ugo, pai de Fiona. Riccardo diz que eles são clones, e atordoada com tantas informações, Fiona desmaia.
A moça acorda numa cela em uma torre d'água (usada como prisão antigamente) e lembrada do acidente que foi provocado por Riccardo. Também é revelado que Fiona possui o Azoth, a essência da vida que pode dar a imortalidade (o que explica também o fato de Daniella perseguir Fiona, já que ela era uma mulher artificial que desejava o Azoth para ser perfeita). Hewie surge na prisão com vida e ajuda Fiona a escapar. Ela recebe uma carta de Lorenzo que diz a ela que tem como existe saída para a water tower. Saindo de sua cela, ela se depara novamente com Riccardo, que desta vez possui habilidades de invisibilidade. Fiona vai ao topo da torre para ligar um mecanismo e liberar a torrer da water tower. Decidida, ela enfrenta Riccardo de uma vez por todas.
Fiona e Hewie chegam em um segundo castelo, menor e não menos luxuoso. Fiona se encontra então com Lorenzo em pessoal, um homem idoso numa cadeira de rodas que diz ter literalmente criado Riccardo, Ugo e até mesmo Daniella. Como é de lei, Lorenzo passa a perseguir Fiona se arrastando no chão, em busca do Azoth da jovem. Após muitas tentativas de mata-lo, Lorenzo se rejuvenesce através do Azoth de Riccardo que ele roubou logo após Fiona matá-lo. Lorenzo agora é jovem e hostil, com habilidades místicas. Entre reviravoltas, Fiona derruba Lorenzo num poço em chamas e encontra uma saída. Agora, ela deve fugir de Lorenzo que volta a vida em chamas para matá-la e roubar seu Azoth de uma vez por todas. Por fim, Fiona consegue se desfazer de Lorenzo e fugir do castelo ao lado de Hewie.